# Tricholosporum
Tricholosporumlà một chi nấm trong họ Tricholomataceae. Nó được nhà nấm học Gaston Guzman phát hiện năm 1975.